# Blagoje Jovović
Blagoje Jovović (serbisch-kyrillisch Благоје Јововић; * 1922 in Kosić, Danilovgrad, Königreich Jugoslawien; † 2. Juni 1999 in Rosario, Argentinien) war ein jugoslawischer Tschetnik und kurzzeitiger Tito-Partisan. Er soll 1957 mutmaßlich das Attentat auf Ante Pavelić verübt haben, der während des Zweiten Weltkriegs der faschistische Diktator des Unabhängigen Staates Kroatien (NDH) war.

## Leben
Jovović wurde 1922 in Kosić geboren. Seine Familie soll zum alten und traditionellen serbischen Bjelopavlići-Clan aus dem Raum Danilovgrad gehört haben. Proserbisch und monarchistisch orientiert, schloss er sich während des Zweiten Weltkriegs der jugoslawischen Armee im Vaterland an, die sich der faschistischen und militärischen Besatzung Jugoslawien durch die Achsenmächte widersetzte. Den Großteil kämpfte er während dieser Periode in der Region um Strumica. 1941 schloss er sich dem Volksaufstand gegen die Okkupation Montenegros durch Italien an und wurde Kommandant der Partisanen-Brigade in Kosić, mit der es sich an den Kämpfen um Pljevlja beteiligte. Auf Anweisung des Partisanen Ivan Milutinović sollte er sich an den Angriffen gegen den Oberst der lokalen Tschetnik-Brigade Baja Stanišić beteiligen. Dieser soll zuvor in Ostrog die Waffen erhoben haben, aufgrund des Gerüchts, dass die Kommunisten Menschen liquidieren würden, die nicht der gleichen politischen Ansicht waren.
Jovović verweigerte schließlich die Teilnahme am Angriff und schloss sich den Bjelopavlić-Brigaden von Baja Stanišić an. Im September 1944 gehörte er mit seinem Cousin Jovo Jovović und Dušan Vlahović den Tschetniks an, die nach Italien reisten, um mit den Engländern zu verhandeln. Von Kotor aus reisten sie nach Tarent, wo sie von US-Amerikanern empfangen wurden. Nach wenigen Tagen erhielten sie die Nachricht, dass sich der Krieg zum Vorteil von Tito und den Partisanen gewendet hatte. Blagoje Jovović entschied sich, in Italien zu bleiben. Zwischendurch lebte er zwei Jahre in London. Im September 1947 reiste er von Genua aus nach Buenos Aires, wo er sich in Argentinien zu einem erfolgreichen Teilinhaber eines Hotels in Mar del Plata sowie einem Händler und Industriellen entwickelte. Jovović gründete später die serbisch-orthodoxe Kirchengemeinde „Sveti Sava“ und wurde deren Wohltäter. Ebenso gründete er die Vereinigung der Veteranen namens „Draža Mihailović“ und wurde Vorstandsmitglied des Vereins „Njegoš“.

## Attentat

### Vorgeschichte
Während seiner Zeit in Italien arbeitet Jovović auch für den Nachrichtendienst der Alliierten. Dort berichteten ihm einige Juden, dass die katholische Kirche beziehungsweise der Vatikan Ante Pavelić unter einem falschen Namen versteckt hielt. In der Folge soll Blagoje Jovović erstmals über das Auffinden von Pavelić und dessen Liquidierung nachgedacht haben. Das zweite Mal wurde Jovović durch einen Bericht des argentinischen Journalisten José De Francesco in der Zeitung La Prensa auf Pavelić aufmerksam, in dem kroatisch-faschistische Ustascha-Emigranten, angeführt von Pavelić, als Söldner beschuldigt wurden, die schmutzige Arbeit für den Diktator Juan Perón auszuüben. Der Bericht erwähnte auch, dass Pavelić sich frei in Buenos Aires aufhalte, wo er das Geld ausgebe, welches zuvor den serbischen und jüdischen KZ-Häftlingen in Kroatien entnommen wurde. Jovović berichtete daraufhin voller Emotionen einem seiner engsten Freunde und Leiter der argentinischen Tschetniks, dem aus Cetinje stammenden Vladimir Ivanišević, folgendes:

„Ach, wisse, mein Bruder Vladimir, wenn Ante Pavelić tatsächlich in Buenos Aires lebt und wenn er sich frei bewegt, werde ich ihn ausfindig machen und mit seinem Blut die getöteten Serben rächen. [...] Beim Heiligen Vasilije, er wird durch meine Hand sterben!“

Am selben Tag machte sich Jovović auf dem Weg nach Buenos Aires, um José De Francesco zu kontaktieren. Anschließend trafen sie sich am Plaza Dorrego im Zentrum des Stadtteils San Telmo in einem Café namens Pappa Deus. Dort fragte Jovović, ob er mit der jugoslawischen Botschaft in Verbindung gebracht werden kann, und schilderte anschließend sein Vorhaben. Nachdem er dem Journalisten gegenüber klarstellte, dass er die Tat nicht gegen Bezahlung ausüben wolle, sondern aus Überzeugung, bat er anschließend um einen Revolver Kaliber 9,65 mm, da er sonst bei einem legalen Kauf bei der Polizei als Besitzer einer Waffe registriert wäre. Beim zweiten Treffen am selben Ort erschien Jovović bereits mit einem Schnurrbart und längeren Haaren und trug eine Brille. De Francesco berichtete ihm, dass die jugoslawische Botschaft die Besorgung des Revolvers ablehne, womit auch das Treffen geplatzt sei.
Auf Hinweis eines ehemaligen italienischen Generals entdeckte er schließlich Pavelić Anfang 1957. 1945 hatte Pavelić die von den anrückenden Partisanen fliehenden kroatischen Truppen verlassen und war über Rattenlinien in Österreich und Italien nach Argentinien geflohen. In den Jahren zuvor ließ er einen planmäßigen Völkermord hauptsächlich an Serben, Juden, Roma, aber auch an kroatischen und bosnisch-muslimischen Systemgegnern durchführen, der mehrere hunderttausend Todesopfer forderte und seinen Höhepunkt im KZ Jasenovac erreichte. Aufgrund der verübten Kriegsverbrechen stand er auf der Liste mehrerer Geheimdienste, primär auf der Liste des jugoslawischen UDBA und des israelischen Mossad. In Jugoslawien wurde er in Abwesenheit zum Tode verurteilt. In Argentinien stand Pavelić unter dem Schutz von Juan Perón. 
Schließlich wurden Pavelićs wahre Identität und Aufenthaltsort in Argentinien bekannt. Das Attentat soll von dessen Verwandten Jovo Jovović geplant worden sein, während sich Blagoje Jovović freiwillig als Attentäter meldete. Später schloss sich ihnen noch Milo Krivokapić aus Cetinje an. Das Attentat sollte am 9. April 1957 durchgeführt werden, jedoch war Pavelić an diesem Tag in Begleitung seiner Frau und Tochter, woraufhin beschlossen wurde, die Aktion am nächsten Tag durchzuführen. Das Attentat sollte Blagoje Jovović schließlich allein ausführen.

### Ablauf

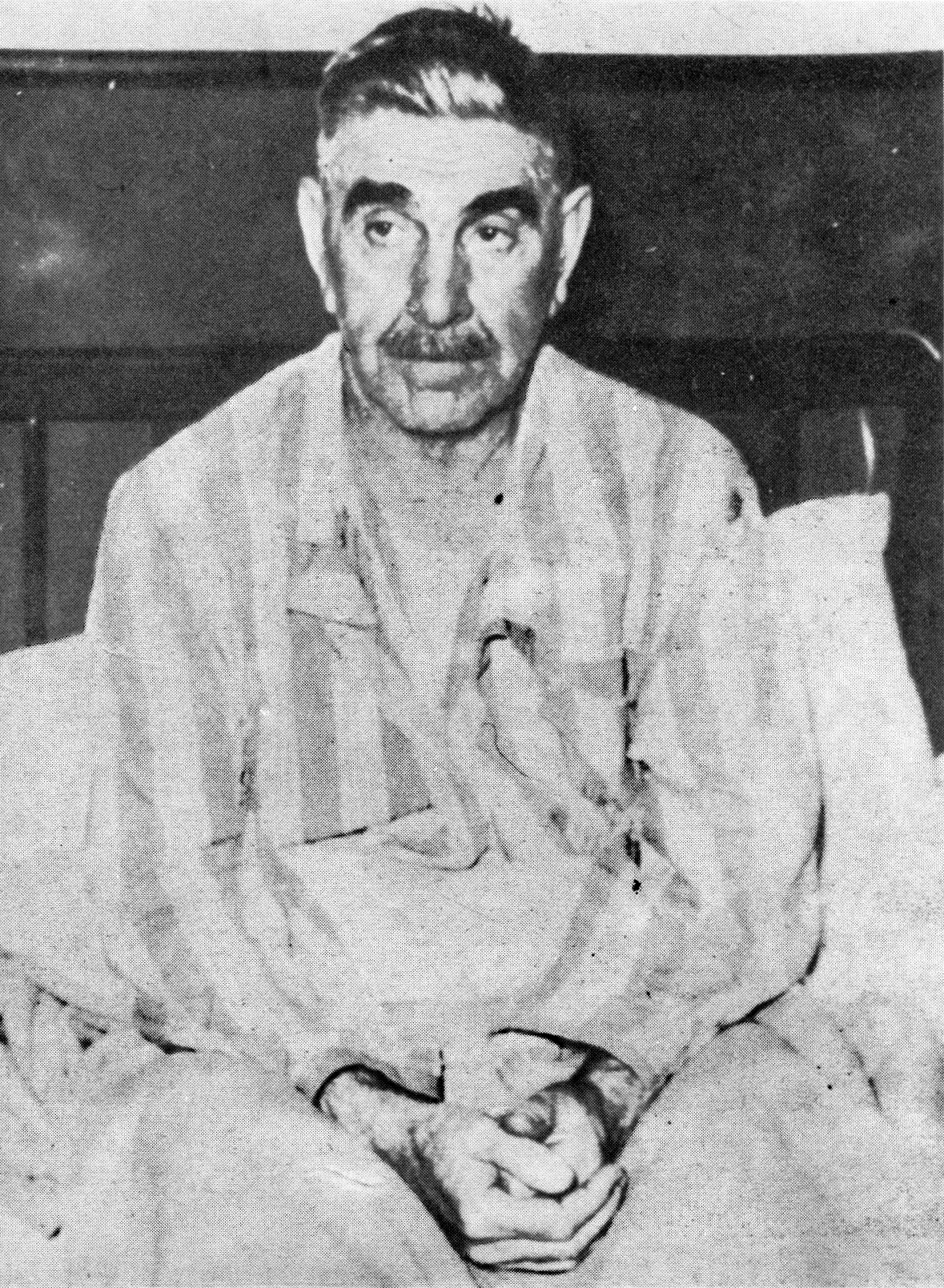
Pavelić im Krankenhaus, nach dem Attentat von 1957

Am Mittwoch, dem 10. April, um 21 Uhr in Lomas del Palomar, Argentinien, verfolgte Blagoje Jovović seine Zielperson. Nach dem Verlassen eines Omnibusses verdächtigte Pavelić seinen Verfolger, woraufhin er sich zu Jovović drehte, in seine Richtung mehrere Schüsse abfeuerte und anschließend floh. Jovović verfolgte Pavelić und feuerte mehrere Schüsse in Pavelićs Richtung, der durch zwei Kugeln in den Rücken schwer verletzt wurde. Jovović schilderte später den Ablauf folgendermaßen:

„Ich näherte mich bis auf 7, 8 Meter. Pavelić spürte mich, sah mich... er fing an zu schreien [...] Ich hörte Schüsse, wusste nicht woher sie kamen. Ich blieb nicht stehen. [...] Ich näherte mich bis auf 2 bis 3 Meter und schoss. [...] Ich schoss ihm in den Rücken, so wie er auf der Flucht war. [...] Er fiel. So wie er die Tasche getragen hatte, fiel sie ihm aus den Händen über die Seite in einen Garten. [...] Ich konnte nicht glauben, dass er sich tot stellt, auch wenn zwei Kugeln in ihm steckten. An diesem Punkt, dachte ich, ist es besser, dass er am Leben bleibt, weil er so ins Krankenhaus kommen würde. Das Volk würde es sehen und dann käme er vor Gericht. Sollte ich ihn schlagen, dachte ich? Ich sah seine Geldbörse und Dokumente. Ich dachte, es wäre gut, sie zu bekommen, aber wegen des Geldes würde ich als Dieb dastehen, falls man mich erwischt. [...] Ich überließ Pavelić schließlich die Tasche.“

Die argentinische Regierung beschloss in der Folge, Pavelić an Tito auszuliefern. Schwer an der Wirbelsäule verletzt, gelang es Pavelić, unterzutauchen, eine falsche Spur nach Paraguay zu legen und nach Spanien zu entkommen, wo ihm Franco politisches Asyl gewährte. Pavelić starb am 28. Dezember 1959 im Deutschen Krankenhaus von Madrid an den Spätfolgen des Attentats. Er hielt dabei seinen Rosenkranz in der Hand, den er 1941 bei einem offiziellen Besuch von Papst Pius XII. geschenkt bekommen hatte. Kurz zuvor hatte er von Papst Johannes XXIII. den besonderen Segen erhalten. Das Attentat soll durch die UDBA veranlasst worden sein, die bereits seit langem Pavelićs Aufenthaltsort gekannt haben soll, jedoch konnten die genaueren Umstände nicht geklärt werden.